# HBA1
血红蛋白A1（英語：Hemoglobin, alpha 1，缩写HBA1）是人类由 HBA1基因编码的血红蛋白蛋白。

## 基因
其基因位于16号染色体上的人α珠蛋白基因簇，长度约30kb，并且包括7个基因座：5'-ζ-伪ζ-mu-拟α-1-α-2-α-1-θ-3'。 α-2（HBA2）和α-1（HBA1;该基因）编码序列是相同的。这些基因与5'非翻译区和内含子略有不同，但它们在3'非翻译区有显着差异。

## 蛋白
两条α链加两条β链组成HbA，在正常的成年生活中它占总血红蛋白的约97％; α链与δ链结合构成HbA-2，其中HbF（胎儿血红蛋白）构成成人血红蛋白的剩余3％。

## 临床意义
α地中海贫血症是由每个α基因的缺失以及HBA2和HBA1的缺失引起的;一些非缺失性α地中海贫血症也有报道。

## 相互作用
已证实血红蛋白α1与HBB相互作用。